# 基里洛-甘尼夫卡
49°58′31″N 34°21′59″E / 49.97528°N 34.36639°E
基里洛-甘尼夫卡（烏克蘭語：Кирило-Ганнівка），是烏克蘭中部的村莊，隸屬波爾塔瓦州的波爾塔瓦區。該村距離達馬斯卡1公里，面積1.73平方公里，海拔高度163米，2001年人口402。